# Fargo (Georgia)
Fargo es un pueblo ubicado en el condado de Clinch en el estado estadounidense de Georgia. En el censo de 2000, su población era de 380.

## Demografía
En el 2000 la renta per cápita promedia del hogar era de $32,500, y el ingreso promedio para una familia era de $34,500. El ingreso per cápita para la localidad era de $12,380. Los hombres tenían un ingreso per cápita de $30,179 contra $17,019 para las mujeres.

## Geografía
Fargo se encuentra ubicado en las coordenadas 30°41′12″N 82°34′1″O / 30.68667, -82.56694 (30.686698, -82.567076).
Según la Oficina del Censo, la localidad tiene un área total de 4,5 km² (1,7 mi²), de la cual 4,5 km² (1,7 mi²) es tierra y 0 km² (0 mi²) (0.00%) es agua.